# Evernote
Evernote is een notitie-app ontworpen door Evernote Corporation, gevestigd in Redwood City, Californië. Tot de functies behoren het maken, het organiseren en het archiveren van notities en takenlijsten. De app laat gebruikers notities aanmaken bestaande uit een stuk opgemaakte tekst, een webpagina of webpaginadeel, een foto, een geluidsopname of een handgeschreven "inkt"-notitie. Notities kunnen ook bestanden als bijlagen hebben. Notities kunnen gesorteerd worden in een notitieblok. Er kunnen tags aan toegekend worden en aantekeningen bij gemaakt worden. Verder kunnen ze worden bewerkt, kan er commentaar op een notitie gegeven worden, kan een notitie doorzocht worden en als laatste kunnen notities ook geëxporteerd worden.
Evernote is beschikbaar voor diverse platformen, waaronder iOS, Android, Microsoft Windows en macOS. Evernote is gratis met maandelijkse gebruikslimieten. Er zijn ook betaalde plannen zodat de limieten verhoogd of opgeheven worden.

## Evernote Corporation

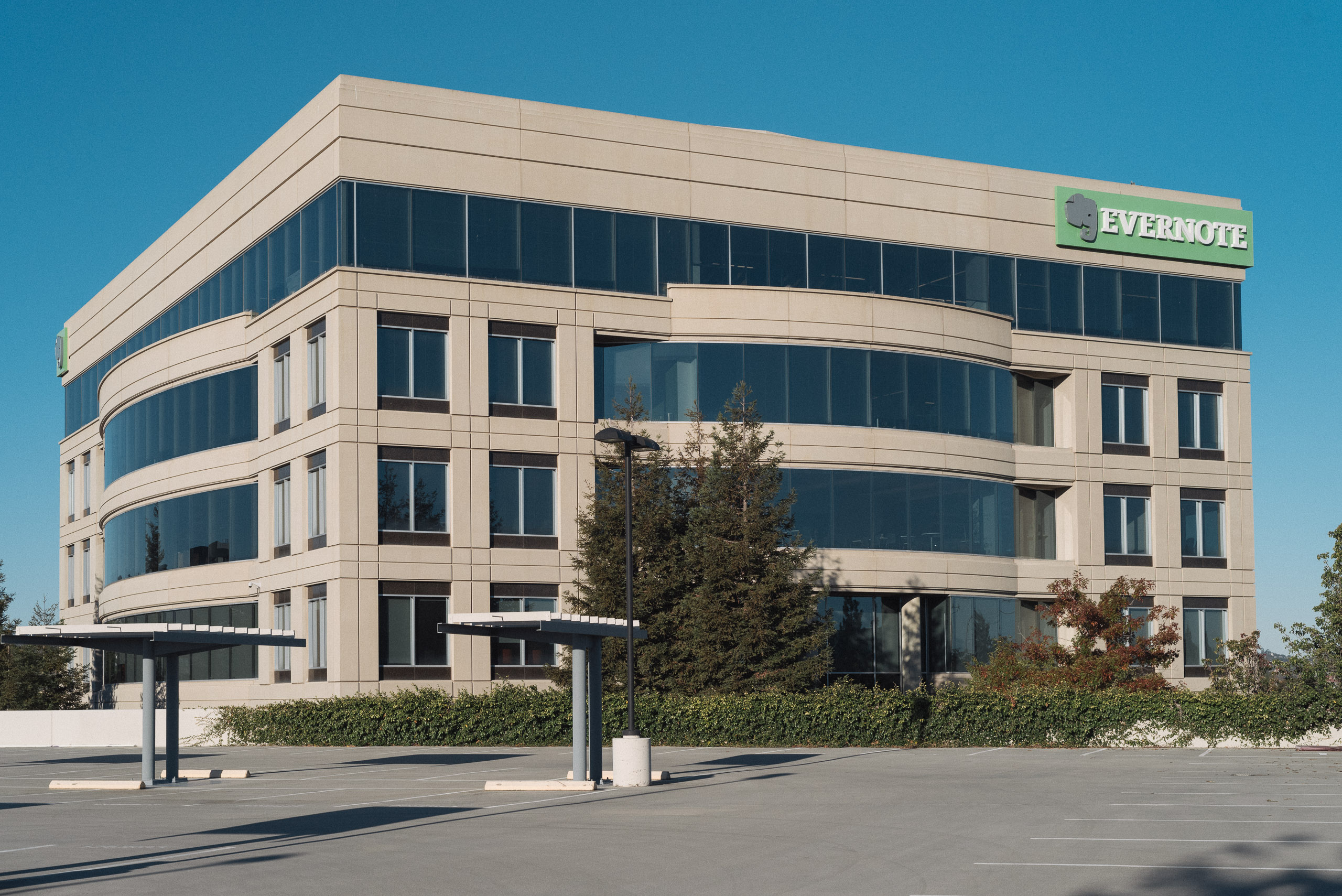
Het hoofdkantoor van Evernote Corporation in Redwood City (2016).
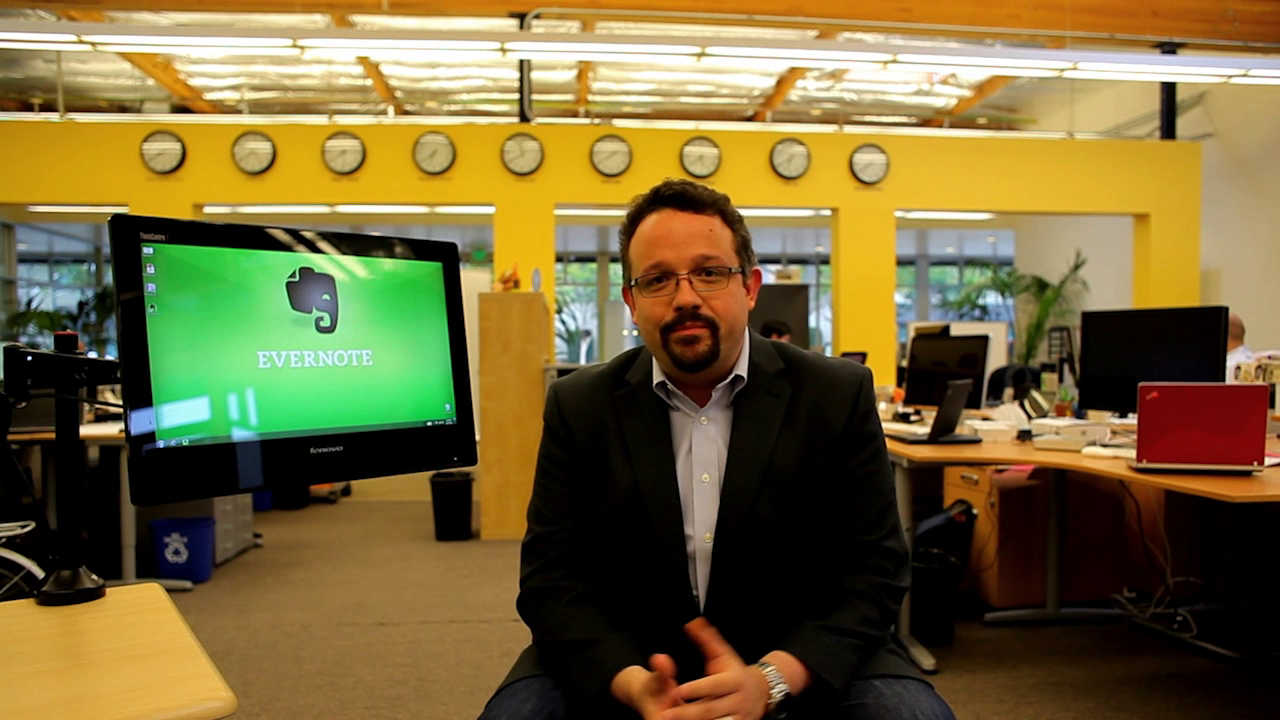
Phil Libin, medeoprichter, voormalig CEO en huidig uitvoerend voorzitter van Evernote Corporation.